# Brephos nigripectus
Brephos nigripectus är en fjärilsart som beskrevs av Jordan 1913. Brephos nigripectus ingår i släktet Brephos och familjen nattflyn. Inga underarter finns listade i Catalogue of Life.